# Josef Kohler

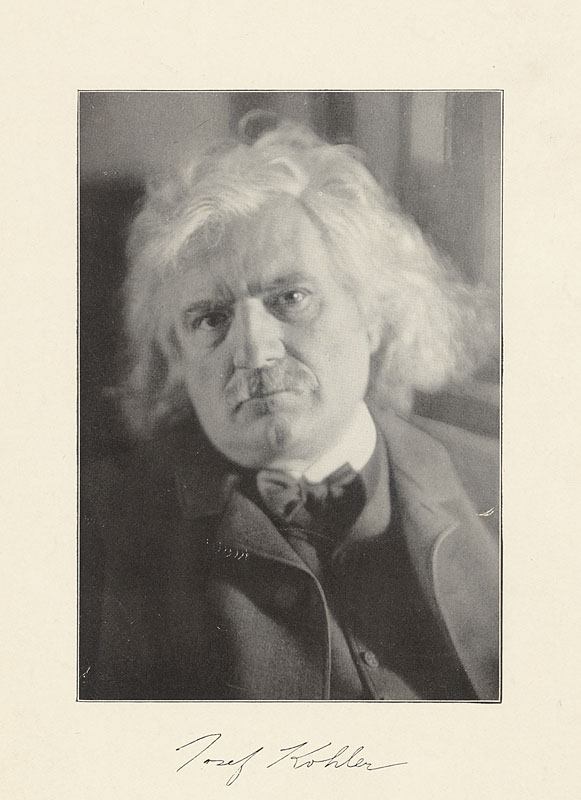
Josef Kohler

Josef Kohler (* 9. März 1849 in Offenburg; † 3. August 1919 in Charlottenburg) war ein deutscher Jurist.

## Leben
Kohler war der Sohn eines Volksschullehrers. Er studierte an den Universitäten Heidelberg und Freiburg, bestand 1871 die erste, 1873 die zweite Staatsprüfung (beide mit Auszeichnung) und promovierte im gleichen Jahr mit einer Arbeit über das französische Privatrecht. 1874 wurde er nach kurzer Praxis als Rechtsanwalt Kreisgerichtsrat in Mannheim.
1877/78 veröffentlichte er eine zweibändige Darstellung des gesamtdeutschen Patentrechts, welches erst am 1. Juli 1877 in Kraft getreten war. 
1878 wurde Kohler – ohne sich je im formellen Sinne habilitiert zu haben – auf Fürsprache von Bernhard Windscheid an die Universität Würzburg berufen. Von dort wechselte er 1888 an die Universität Berlin, wo er Professor für Bürgerliches Recht, Handels- und Strafrecht, Zivilprozess und Rechtsphilosophie wurde.
Kohler forschte und arbeitete auf nahezu allen Gebieten des Rechts. Sein Publikationsverzeichnis umfasst etwa 2500 Einträge, darunter ca. 100 Monografien. Als grundlegend gelten insbesondere seine Arbeiten zum Immaterialgüterrecht – Patent-, Marken- und Urheberrecht – sowie zur Rechtsgeschichte und zur Rechtsvergleichung. Zudem war er ein musischer Mensch. Er dichtete und komponierte, freilich ohne hiermit in Erinnerung zu bleiben.
Sein internationaler Ruf war exzellent. 1886 erhielt er – damals sehr ungewöhnlich – ein hochdotiertes Angebot, als Professor nach Tokio zu gehen, welches er jedoch  ablehnte. 1904 verlieh ihm die Universität von Chicago die Ehrendoktorwürde. Der deutsche Kaiser Wilhelm II. sandte ihm zu diesem Anlass ein Glückwunschtelegramm. Bei der mit der Annahme verbundenen Amerikareise traf Kohler auch mit dem amerikanischen Präsidenten Theodore Roosevelt zusammen, der ihn im Weißen Haus empfing. Auch lernte er den bedeutenden amerikanischen Juristen Oliver Wendell Holmes kennen.

## Werk
Die Werkliste Josef Kohlers umfasst ca. 2.500 Titel und weist ihn als äußerst fruchtbaren und vielseitigen Gelehrten aus. Sein besonderer Schwerpunkt war die vergleichende Rechtswissenschaft, die er auch schon in seinem Frühwerk von 1878 anwendet. Sie führte ihn auch zur ethnologischen Betrachtung von außereuropäischen Rechten, wie etwa der Keilschriftrechte. Bereits in diesem Jahr war er Mitbegründer der Zeitschrift für Vergleichende Rechtswissenschaft. Seit 1909 gab er darüber hinaus zusammen mit Ernst Rabel die Rheinische Zeitschrift für Zivil- und Prozessrecht, eine rechtsvergleichende deutsch-französische Zeitschrift heraus.
Auf dem Gebiete des Patentrechts begründete er die Erschöpfungslehre, nach der die Rechte aus einem Patent erlöschen (erschöpft sind), wenn der geschützte Gegenstand mit Zustimmung des Patentinhabers im Inland in Verkehr gebracht wurde, → Patent. Seine Definition des Patents wurde noch 1959 in das japanische Patentgesetz übernommen.
Ausgehend von seinen Forschungen zum Patentrecht widmete er sich auch dem Urheberrecht, wo er mit dem von ihm geprägten Begriff Immaterialgüterrecht den bis dahin rein vermögensrechtlichen Ansatz um persönlichkeitsrechtliche Aspekte ergänzte. Seine Lehre setzte sich gegen die von Rudolf Klostermann auf das Naturrecht gegründete Theorie vom geistigen Eigentum durch.
Ferner galt sein Interesse den Rechtsquellen, von vielen erstellte er historisch-kritische Editionen. So gab er u. a. 1900 zusammen mit Willy Scheel das Strafgesetzbuch Constitutio Criminalis Carolina heraus, beteiligte sich aber auch an Editionen assyrischer, babylonischer und altgriechischer Rechtstexte.
Später wandte er sich der Rechtsphilosophie zu. Seine Überlegungen führten im Anschluss an Gedanken von Hegel und Schopenhauer zu einer kulturwissenschaftlichen Interpretation des Rechts, das er als Naturrecht der jeweiligen Kulturperiode auffasste.
1907 war er zusammen mit Fritz Berolzheimer Begründer des Archiv für Rechts- und Wirtschaftsphilosophie. Zwei Jahre später war er Mitbegründer der Internationale Vereinigung für Rechts- und Wirtschaftsphilosophie (seit 1933: Internationale Vereinigung für Rechts- und Sozialphilosophie).
Sein umfassender Überblick über die Rechtswissenschaft qualifizierte ihn nach dem Tode von Franz von Holtzendorff zum Herausgeber der Neubearbeitung von dessen Encyklopädie der Rechtswissenschaft, die 1904 erstmals und 1917 in zweiter Auflage erschien.
Sein Interesse an der Literatur führte ihn einerseits zu juristischen Betrachtungen über literarische Werke, z. B. von Shakespeare. Er war aber auch selbst literarisch tätig und veröffentlichte u. a. Nachdichtungen von Werken von Dante Alighieri und Francesco Petrarca, aber auch der Gedanken von Laotse. Ferner veröffentlichte er den autobiografisch inspirierten Roman „Eine Faustnatur“. Ein Theaterstück ist ebenfalls von ihm überliefert. Schließlich verfasste er auch eine Reihe von Beiträgen zu kulturellen Themen.

### Der „Briefmarken-Kohler“
Ein Beispiel für Kohlers Bestreben, Gesetzgebung, Rechtsprechung und tägliche Geschäftspraxis seiner Zeit gegen die Begriffsjurisprudenz insbesondere auf neuen Rechtsgebieten zu erfassen, zu „konstruieren“ und in das System der Wissenschaft vom Recht einzufügen, ist seine Beschäftigung mit den Briefmarken. Eine von ihm selbst wohl als Nebenwerk eingestufte Veröffentlichung war sein Aufsatz über Post-Briefmarken von 1892, acht Jahre vor Inkrafttreten des Bürgerlichen Gesetzbuches (BGB) von 1900. Dieser Aufsatz ist praktisch die erste umfassende Arbeit über den Rechtscharakter der damals 50-jährigen Briefmarke, der sowohl für das Zivil- als auch das Strafrecht von grundlegender Bedeutung ist. Kohler charakterisierte den Erwerb einer Briefmarke als Kauf einer bürgerlich-rechtlichen Urkunde im Sinne eines Inhaberpapiers, das einen schuldrechtlichen Anspruch verbriefe. Strafrechtlich unterlägen Briefmarken damit dem Recht der Urkundenfälschung. Josef Kohler prägte damit die herrschende Meinung der deutschen Rechtswissenschaft und -praxis für eine ganze Generation. Zuletzt wurde Kohlers privatrechtliche Briefmarkentheorie im Deutschen Reich 1929 vertreten, von dem Hamburger Juristen Oswald Lassally in seinem Aufsatz in der Fachzeitschrift Juristische Rundschau.
Der Bundesgerichtshof befasste sich nach der Privatisierung des Postwesens in einer Entscheidung im Jahre 2005 mit der Rechtsnatur der Briefmarke und zitierte dabei Kohlers Arbeit als „grundlegend“ für den früheren Rechtszustand. Für den Rechtszustand nach der Privatisierung definierte der BGH die Briefmarke als Inhaberpapier.

## Rezeption und Gedenken
Zur Rezeption Kohlers bzw. seines Werkes siehe Bernhard Großfeld (2010), S. 382 f.
Die Schweizer Historikerin Monika Dommann skizziert in der Einleitung ihrer 2014 publizierten Habilitationsschrift Kohlers Stellung in der Geschichte des Urheberrechts.
An der Humboldt-Universität zu Berlin besteht seit dem Frühjahr 2012 das Josef Kohler-Institut für Immaterialgüterrecht.

## Werke (Auswahl)
1931 veröffentlichte Kohlers Sohn Arthur, ebenfalls Jurist, zusammen mit Victoria Eschke eine vollständige Bibliografie.
- Studien über Mentalreservation und Simulation. In: Jahrbücher für die Dogmatik des heutigen römischen und deutschen Privatrechts. Bd. 16 = NF 4 (1878), S. 91–158 (Digitalisat).
- Deutsches Patentrecht. Systematisch bearbeitet unter vergleichender Berücksichtigung des französischen Patentrechts. Bensheimer, Mannheim 1878.
- Das Autorrecht, eine zivilistische Abhandlung, zugleich ein Beitrag zur Lehre vom Eigenthum, vom Miteigenthum, vom Rechtsgeschäft und vom Individualrecht. In: Jahrbücher für die Dogmatik des heutigen römischen und deutschen Privatrechts. Bd. 18 = N.F. 6 (1880), S. 129–478 (= Dissertation; Digitalisat).
- Shakespeare vor dem Forum der Jurisprudenz. Stahel, Würzburg 1883 (Digitalisat); 2. Auflage. Rothschild, Berlin 1919 (Digitalisat).
- Zur Lehre von der Blutrache. Würzburg 1885 (Digitalisat der HAAB Weimar).
- Prozeßrechtliche Forschungen. Müller, Berlin 1889 (Digitalisat).
- mit Felix Peiser: Aus dem Babylonischen Rechtsleben. Pfeiffer, Leipzig 1890.
- Altindisches Prozessrecht. Mit einem Anhang: Altindischer Eigenthumserwerb. Enke, Stuttgart 1891.
- Lehrbuch des Konkursrechts. Enke, Stuttgart 1891.
- Das literarische und artistische Kunstwerk und sein Autorschutz. Eine juridisch-ästhetische Studie. Bensheimer, Mannheim 1892.
- Das Recht der Azteken. Enke, Stuttgart 1892 (Digitalisat).
- Melusine. Dramatische Dichtung in 3 Akten. Bensheimer, Mannheim 1896.
- Zur Urgeschichte der Ehe. Totemismus, Gruppenehe, Mutterrecht. Enke, Stuttgart 1897 (Digitalisat).
- Das Strafrecht der italienischen Statuten vom 12.–16. Jahrhundert. Bensheimer, Mannheim 1890–1897.
- Handbuch des Deutschen Patentrechts in rechtsvergleichender Darstellung. Bensheimer, Mannheim 1900. (Digitalisat)
- J. Kohler, Willy Scheel: Die Peinliche Gerichtsordnung Kaiser Karls V. Buchhandlung des Waisenhauses, Halle a. S. 1900.
- Freie Nachdichtung der Divina Commedia. Dantes heilige Reise. 3 Bände. Ahn, Berlin 1901–1903.
- Einführung in die Rechtswissenschaft. Deichert, Leipzig 1902 (Digitalisat).
- Aus Petrarcas Sonettenschatz. Freie Nachdichtungen. Reimer, Berlin 1902.
- Das Verfahren des Hofgerichts Rottweil. Weber, Berlin 1904 (Digitalisat).
- Urheberrecht an Schriftwerken und Verlagsrecht. Enke, Stuttgart 1907 (Digitalisat).
- Darstellung des talmudischen Rechtes. In: Zeitschrift für vergleichende Rechtswissenschaft. Bd. 20 (1907), S. 161–264 (Digitalisat).
- Des Morgenlandes grösste Weisheit. Laotse. Rothschild, Berlin 1908.
- Aus vier Weltteilen. Reisebilder. Rothschild, Berlin 1908.
- Lehrbuch der Rechtsphilosophie. Rothschild, Berlin 1909; 2., neubearbeitete und vermehrte Auflage 1917; 3. Auflage, neu bearbeitet und hrsg. von Arthur Kohler Arthur Kohler, 1923.
- mit Arthur Ungnad: Assyrische Rechtsurkunden in Umschrift und Uebersetzung nebst einem Index der Personen-Namen und Rechtserläuterungen, Leipzig 1913 (Digitalisat)
- Staat und Recht. In: Handbuch der Politik, Berlin und Leipzig 1914
- Recht und Persönlichkeit in der Kultur der Gegenwart. Deutsche Verlags-Anstalt, Stuttgart 1914.
- Aequitas gegen res judicata (= Archiv für die Civilistische Praxis. Bd. 114). Mohr, Tübingen 1916.
- Internationales Strafrecht. Enke, Stuttgart 1917.
- Grundlagen des Völkerrechts. Vergangenheit, Gegenwart, Zukunft. Enke, Stuttgart 1918.